# Пивовар (компания)
Пивовар — пивоваренный завод и компания в Волгограде.

## История
В 1952—1957 году в Ворошиловском районе Сталинграда был построен новый пивоваренный завод № 1.
С конца 1990-x завод подвергается попыткам рейдерского захвата, поскольку является одним из немногих крупных предприятий, не находящихся под влиянием московского бизнеса. 
В июне 2021 года стало известно, что завод остановил свою работу из-за долгов.
Мифы об истории завода
Несмотря на то, что завод построен в 1957 году, нынешнее руководство не раз пыталось создать мифы, согласно которым завод является преемником дореволюционных пивоварен. Так в 1881 году некий Пётр Петрович Регир якобы основал в Царицыне свой пивоваренный завод.

## Юридический статус
Определить юридический статус завода «Пивовар» как предприятия крайне сложно. Дело в том, что многочисленные претензии со стороны налоговых органов (возможно, вызванные попытками рейдерского захвата) вынуждают собственников регулярно изменять как организационную форму (ОАО, ООО, ИП), так и место регистрации юридического лица.

## Продукция
Отличительной особенностью продукции, производимой на заводе является отсутствие пастеризации и фильтрации (см. производство пива). Пиво, произведённое по такой технологии, позиционируется заводом как «живое», то есть с сохранёнными полезными свойствами. Пиво в розлив продают прямо на заводе. Есть пивная.
Светлые сорта пива:
- «Арена», выпускается с весны 2010 года (3,6 %)
- «Жигулёвское» (4,0 %)
- «Царицынские жигули»
- «Зелёное»
- «Мамаев Курган»
- «Стремянное» № 4 (4,7 %)
- «Донское казачье» № 5
- «Регир» № 5 (5,4 %)
- «Царская любовь» № 10

Полутёмное пиво:
- «Бирлага»

Тёмное пиво:
- «Портер» (4,1 %)

Кроме того, завод производит несколько сортов кваса и сбитня, а также безалкогольные напитки.

## Распространение
На заводе осуществляется продажа пива в розлив, а также в стеклянных бутылках (по 0,5 л) и ПЭТ упаковке (1,5, 2,0 и 3,0 литра). Также функционирует бар и пивная.
На территории Волгоградской области продукция завода распространяется  в торговых сетях МАН, Радеж, Магнит, Пятёрочка, Лента, Перекресток, Реал. Форма распространения — ПЭТ упаковка по 1,5 и 3,0 л. Кроме того, в некоторых магазинах установлены точки по продаже пива в розлив.

## Адрес

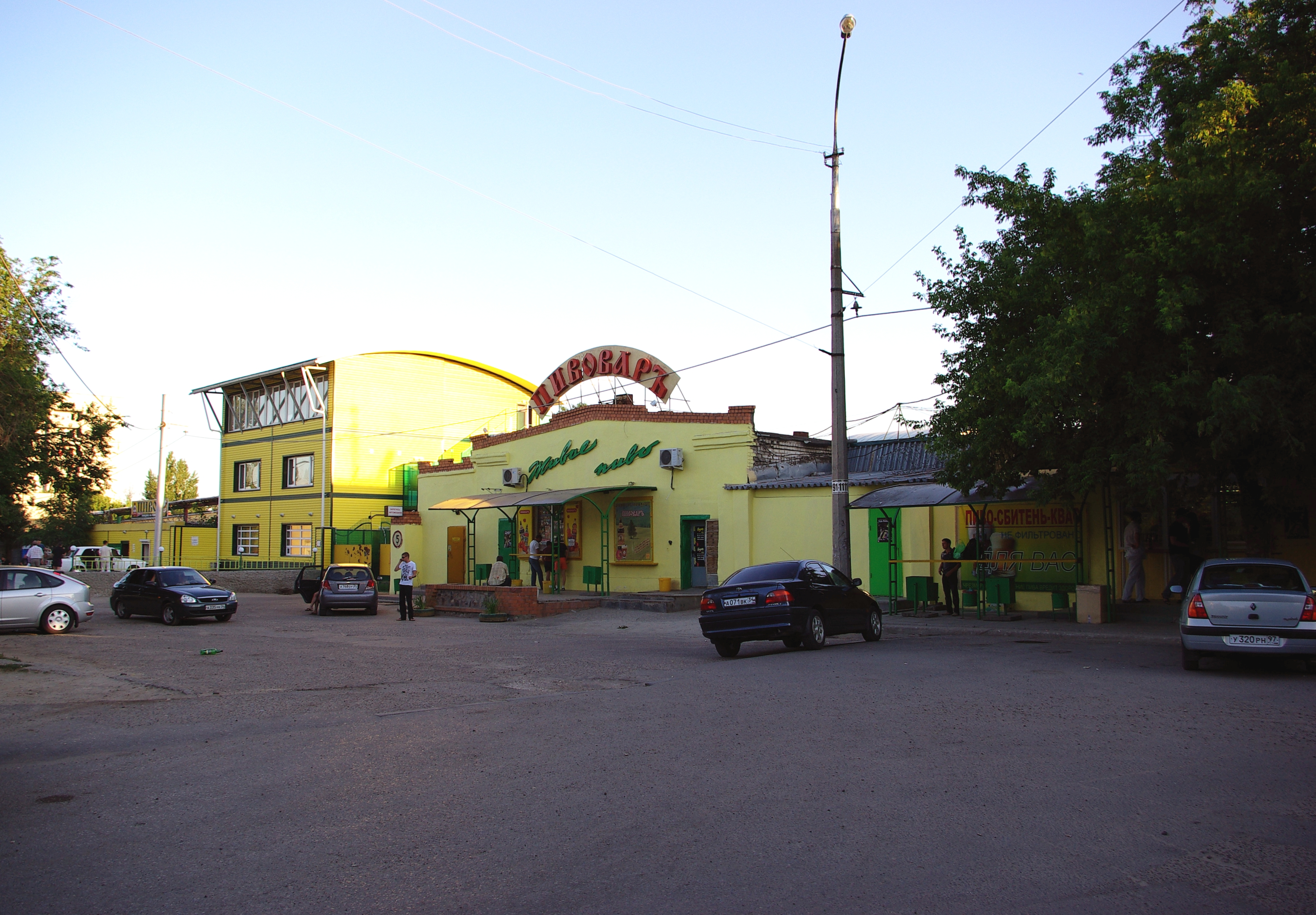
Ларьки у завода, продающие пиво в розлив

400074, Волгоградская обл., г. Волгоград, ул. Рабоче-Крестьянская, 65